# Селенологія

Будова Місяця.

Селенологія (від дав.-гр. σελήνη — Місяць і λογος — вчення) — розділ планетології, який вивчає будову та хімічно-мінералогічний склад Місяця, його рельєф, явища і процеси, які протікають на супутнику Землі. Форма Місяця й метричні характеристики його рельєфу вивчаються селенографією.

## Історія
Селенологія виникла з початком прямих досліджень Місяця за допомогою штучних супутників Місяця й приладів, доставлених на його поверхню космічними станціями (з 1959 р.), отримала суттєвий розвиток під час виконання програми «Аполлон» пілотованого польоту на Місяць (період 1969—1972 рр.). Сьогодні дослідникам доступно 382 кг місячного ґрунту, зібраного в ході здійснення проєкту «Аполлон» і близько 300 г ґрунту, доставленого радянськими автоматичними станціями Луна-16, Луна-20 і Луна-24. Цей ґрунт являє собою близько 2200 різних зразків з дев'яти місць Місяця. Близько 45 кг зразків NASA безкоштовно передала до кількох науково-дослідних організацій у США та в інших країнах. Зразки для дослідження може отримати будь-яка наукова установа, що складе обґрунтовану заявку.[джерело?]

## Сучасність

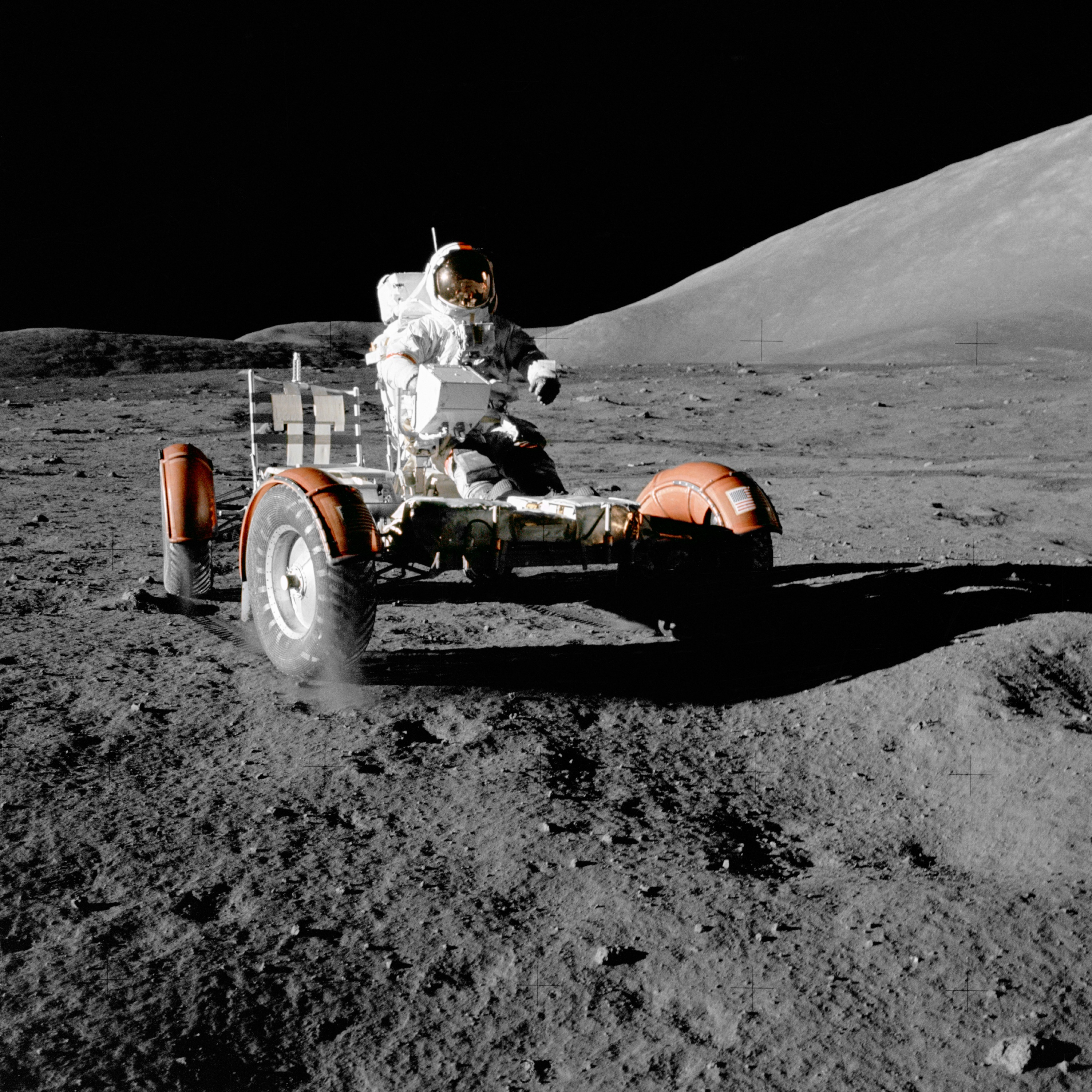
Експедиція Apollo 17.

На початку XXI століття кілька країн оголосили про свої наміри активізувати дослідження Місяця. Китай опублікував свою програму освоєння Місяця, що включає крім доставки місяцеходу (у 2011 р.) і відправки ґрунту на Землю (2012), у тому числі будівництво населених місячних баз (2030). Європейське космічне агентство 28 вересня 2003 р. запустило перший місячний зонд «Смарт-1», а США 2004 р. оголосили плани створення нових пілотованих космічних кораблів, здатних доставити людей на Місяць, з метою закласти до 2020 р. перші місячні бази. Про подібні плани оголосила й Росія. Спостерігається тенденція до скорочення заявлених термінів початку реалізації проєктів до 2012—2015 рр.

## Методи селенології
Методи селенології є розвитком й узагальненням методів наук про Землю, однак справа не зводиться до простого переносу цих методів у місячні умови. У селенології поряд з астрофізичними методами застосовуються методи геофізики, геохімії. Труднощі, пов'язані з дослідженням Місяця, призвели до розвитку методів дистанційного аналізу гірських порід, зокрема аналізу гірських порід за їх радіоактивним випромінюванням; такий аналіз успішно робиться за допомогою приладів, установлених на штучних супутниках Місяця. У дослідженнях доставлених на Землю зразків місячних порід широкий розвиток одержали мікрометоди, що дозволяють вивчати зразки вагою в міліграми й частки міліграма. До цих методів належать, зокрема, растрова електронна мікроскопія, дослідження за допомогою електронного мікрозонда й нейтронно-активаційний аналіз. Дослідження глибинної будови Місяця проводять шляхом активних і пасивних сейсмічних експериментів, а також методами електромагнітного зондування; в останньому випадку звичайно досліджуються електромагнітні поля.